# ادین ژکو
ادین ژکو (به انگلیسی: Edin Džeko) (زادهٔ ۱۷ مارس ۱۹۸۶) بازیکن فوتبال اهل بوسنی و هرزگوین است که در پست مهاجم برای باشگاه فوتبال فیورنتینا بازی می‌کند.
او سه سال پیاپی به عنوان مرد سال فوتبال بوسنی انتخاب شده‌است. در بوسنی و هرزگوین، او با لقب «الماس بوسنیایی» شناخته می‌شود. قبل از پیوستن به منچستر سیتی، با بازی در تیم آلمانی وولفسبورگ نامی برای خود دست و پا کرد و با آن تیم توانست بوندس‌لیگای سال ۰۹–۲۰۰۸ را تصاحب کند. در آن فصل او با زدن ۲۶ گل دومین گل‌زن بوندس‌لیگا شد. او در فصل ۱۰–۲۰۰۹ با ۲۲ گل بهترین گل‌زن بوندس‌لیگا شد و همچنین در طول این دو فصل موفق به دادن ۱۰ پاس گل نیز شد.
ژکو بیشتر از ۸۰ بازی برای تیم ملی کشورش انجام داده و با زدن ۵۰ گل از سال ۲۰۰۷، ۷ سپتامبر ۲۰۱۲ با هتریک در برابر لیختن‌اشتاین با کنار زدن بازیکنانی مثل زویزدان میسیمویچ و اِلویر بولیچ بهترین گل‌زن تاریخ بوسنی و هرزگوین شد. ده گل او در مسابقات مقدماتی کمک شایانی به تیم ملی کشورش در انتخاب شدن برای اولین تورنمنت بین‌المللی، جام جهانی ۲۰۱۴ برزیل، بود.
در فصل ۱۲–۲۰۱۱ لیگ برتر، ژکو با یک «هتریک به یادماندنی» در برابر تاتنهام هاتسپِر در وایت‌هایت لِین، جمعاً چهار گل برای منچستر سیتی به ثمر رساند. در روز آخر آن فصل، او گل مساوی را در دقیقه ۹۲ بازی با کوئیزپارک رنجرز به ثمر رساند؛ قبل از این که سرخیو آگوئرو ثانیه‌هایی به پایان مسابقه بازی را به سود سیتی تمام کند و قهرمانی لیگ را برای این تیم بعد از ۴۴ سال به دست آورد. او بعداً اظهار کرد که این گل یکی از مهم‌ترین بخش‌های زندگی حرفه‌ای او بوده‌است.

## زندگی شخصی
جکو در سارایوو، بوسنی و هرزگووین که در آن زمان قسمتی از یوگسلاوی سابق بود، از پدر و مادری بوسنیایی به نام‌های میدهت و بلما متولد شد. او اظهار داشت که خانواده او همیشه حامی او در زندگی حرفه‌ای‌اش بودند؛ به‌خصوص پدرش، وقتی که عضو باشگاه ژلیزنیچارِ سارایوو بود، او را به جلسات تمرین می‌برد. پدرش همچنین به صورت حرفه‌ای در بوسنی و هرزگوین بازی کرد. جکو به عنوان ستاره در سارایوو شناخته می‌شود. جکو چند زبانه است و می‌تواند به چهار زبان به صورت روان صحبت کند: بوسنیایی، چک، آلمانی و انگلیسی. او مسلمان است. جکو از میلان عنوان باشگاه و آندره شوچنکو به عنوان بازیکن که همیشه مورد علاقه او بوده‌اند، نام می‌برد. او در خانه خود در سارایوو، هنوز یک پیراهن میلان با شماره ۷ (شماره ای که شوچنکو در میلان می‌پوشید) روی دیوار اتاقش دارد. جکو و کاپیتان امیراسپاهیچ اولین عموزاده همبازی در تیم ملی هستند. نوامبر ۲۰۰۹، جکو اولین سفیر یونیسف در بوسنی شد. از آن زمان او از مدارس و کودکانی که در کشورش تحت تأثیر جنگ بوسنی قرار گرفتند، بازدید کرده‌است. ۶ ژوئیه ۲۰۱۲، جکو در دانشگاه سارایوو در رشته ورزش و تربیت بدنی پذیرفته شد. ۳۱ مارس ۲۱۴ جکو با دوست دختر خود آمرا سیلایجیچ (Amra Silajdžić) ازدواج کرد. در فوریه ۲۰۱۶، او صاحب یک دختر به نام یونا شد.

## عملکرد باشگاهی

### باشگاه‌های سابق
جکو فعالیت حرفه‌ای را از بازی در خط میانی برای تیم ژلیزنیچار در بین سال‌های ۲۰۰۳ تا ۲۰۰۵ آغاز کرد، اما بازی در آن پست موفقیت اندکی برای او به همراه داشت. قد بلند و توانایی‌های کم تکنیکی او بسیار مورد توجه بود. مربی جکو در آن زمان ییری پلیشک (Jiří Plíšek) متوجه پتانسیل او شد و هنگام بازگشت به خانه به جمهوری چک، تیم اف کی تپلیس را به خریدن او توصیه کرد.
ژلیزنیچار پیشنهاد در حد فقط ۲۵۰۰۰ یورویی را پذیرفت، یکی از مدیران ژلیزنیچار سال‌ها بعد اظهار می‌کند که، «(ما) خیال کردیم یک بخت آزمایی را برنده شدیم». او مدتی در سال ۲۰۰۵ در تیم اوستی ناد لابم (Ústí nad Labem) به صورت قرضی سپری کرد که حاصل آن زدن ۶ گل در ۱۵ بازی بود. سال بعد، به تیم تپلیس بازگشت و تا سال ۲۰۰۷ در آن تیم بازی کرد. با ۱۳ گل در ۳۰ مسابقه، دومین گلزن لیگ برتر فوتبال جمهوری چک در فصل ۰۷–۲۰۰۶ شد. به‌واسطه عملکردش، باشگاه ولفسبورگ به خواست سرمربی فلیکس ماگات قراردادی با او در ازای ۴ میلیون یورو امضا کرد.

### وولفسبورگ
بعد از انتقال به ولفسبورگ، جکو رکورد پنج گل و سه پاس گل را در ۱۱ مسابقه به جا گذاشت. او همچنین از طرف اسپورتال (Sportal) به عنوان بهترین گلزن نیم فصل اول ۰۸–۲۰۰۷ بوندس لیگا لقب گرفت. در مدت اولین فصل حضورش در آلمان، ولفسبورگ فصل را با مقام پنجم به پایان برد که یک سهمیه جام یوفا برای فصل ۰۹–۲۰۰۸ را برای آن‌ها به همراه داشت. جکو فصل ۰۸–۲۰۰۷ را با هشت گل و هفت پاس گل در ۱۷ بازی به پایان رساند.
بعد از انتقال به ولفسبورگ در کنار ملی‌پوش بوسنیایی زویزدان میسیمویچ، کارایی جکو در نیم فصل دوم خیره‌کننده بود. مه ۲۰۰۹، جکو دو هتریک در برابر تیم‌های هافنهایم و هانوفر داشت که دقیقاً دو هفته بعد، منجر به یک پایان فوق‌العاده در فصل ۰۹–۲۰۰۸ برای او شد. او فصل را با ۲۶ گل زده و ۱۰ پاس گل در ۳۲ مسابقه به پایان رساند. رکورد گلزنی او بعد از هم‌تیمی‌اش گرافیتی در مکان دو قرار گرفت؛ شخصی که با او موفق‌ترین گلزنی در تاریخ بندسلیگا را شکل داد. ولفسبورگ فصل را با اولین قهرمانی بندسلیگا در تاریخ باشگاه و با دو امتیاز بالاتر از بایرن مونیخ به پایان رساند.
در جام حذفی، او شش گل در دو بازی به ثمر رساند، و در جام یوفا، نتیجه کار او چهار گل و دو پاس گل در هشت مسابقه بود. این عملکرد منتج به به‌دست آوردن جایزه مرد سال بندسلیگا برای او شد. با وجود ابراز تمایل جذاب از سوی باشگاه میلان، جکو ترجیح داد بماند و قرارداد خود را تا ژوئن ۲۰۱۳ تمدید کند.
او اولین گل در لیگ قهرمانان اروپا را در ۳۰ سپتامبر ۲۰۰۹ در باخت ۲–۱ مقابل منچستر یونایتد در ورزشگاه اولد ترافورد به ثمر رساند. او یکی از ۳۰ بازیکن پایانی لیست کاندیداهای دریافت توپ طلا ۲۰۰۹ بود. او با ۲۲ گل زده بهترین گلزن فصل ۱۰–۲۰۰۹ بندسلیگا شد.
در ۲۸ اوت ۲۰۱۰، جکو با زدن ۵۹ گل در ۹۶ حضور در بندسلیگا برای ولفسبورگ تبدیل به بهترین گلزن تاریخ باشگاه در لیگ شد، و بالاتر از دیگو کلیموویچ (Diego Klimowicz) که در ۱۴۹ حضور ۵۷ گل به ثمر رساند، قرار گرفت. در تعطیلات زمستانی فصل ۱۱–۲۰۱۰ بندسلیگا، جکو ۱۰ گل در ۱۷ مسابقه به ثمر رسانده بود.

### منچستر سیتی
بعد از گمانه‌زنی‌های فراوان، روبرتو مانچینی، سرمربی منچستر سیتی، ۳ ژانویه ۲۰۱۱ مبلغ ۲۷ میلیون پوند (۳۲ میلیون یورو) توافق شده با ولفسبورگ برای جکو را تأیید کرد که دومین انتقال بزرگ سیتی بعد از انتقال روبینیو از رئال مادرید به مبلغ ۳۲٫۵ میلیون پوند (۴۲٫۵ میلیون یورو) در سال ۲۰۰۸ بود. مبلغ انتقال در رده ششم بالاترین مبالغ انتقال در لیگ برتر قرار گرفت. همچنین، این مبلغ رکورد مبلغ نقل و انتقال به خارج از بوندسلیگا، رکورد هزینه انتقال بازیکنان بوسنیایی، همین‌طور هر بازیکنی از یوگسلاوی سابق در آن زمان را شکست. رکورد قبلی بازیکنان یوگسلاوی سابق به بیش از یک دهه قبل با پرداخت هزینه انتقال توسط رئال مادرید به فنرباغچه برای الویر باییچ (Elvir Baljić) در سال ۱۹۹۹ برمی‌گردد. در اوت ۲۰۱۴ او قرارداد جدید و چهارساله‌ای با باشگاه امضا کرد که قرارداد قبلی او را تا ۲۰۱۸ تمدید کرد.

#### فصل ۱۱–۲۰۱۰
پس از انجام معاینات پزشکی در لندن در ۵ ژانویه به منچستر سفر کرد، و در ۷ ژانویه، جکو به‌طور رسمی به مدت چهار سال و نیم به باشگاه منچستر سیتی پیوست.
او اولین بازی خود برای باشگاه را در برد ۴–۳ برابر ولورهمپتون واندررز در ۱۵ ژانویه انجام داد؛ جایی که او گل سوم مسابقه برای یایا توره را پایه‌گذاری کرد. جکو اولین بازی در جام حذفی فوتبال انگلستانرا در ۳۰ ژانویه ۲۰۱۱ در دور چهارم مسابقات برابر نوتس کانتی انجام داد که در آن گل مساوی را به ثمر رساند و بازی با نتیجه مساوی ۱–۱ تمام شد. در بازی تکراری روز ۲۰ فوریه، جکو باز هم گل زد و کمک کرد که منچستر سیتی به یک برد ۵–۰ به مرحله بعد صعود کند. جکو برابر آریس تسالونیکی در ورزشگاه شهر منچستر در دور برگشت مرحلهٔ یک شانزدهم نهایی مسابقات یوفا یورو لیگ در روز ۲۴ فوریه ۲۰۱۱، موفق شد در طول چهار و نیم دقیقه دو گل به ثمر برساند.
در ۲۵ آوریل ۲۰۱۱، جکو اولین گل لیگ برتری خود را با یک ضربه تمام‌کننده پای راست برابر بلکبرن رورز در ورزشگاه اوود پارک به ثمر رساند. این تنها گل بازی در برتری ۱–۰ منچستر سیتی بود.
آخرین گل او در روز پایانی فصل برابر بولتون واندررز بود که مقام سومی سیتی در لیگ برتر بالاتر از آرسنال و صعود مستقیم به مرحله گروهی لیگ قهرمانان اروپا در فصل ۱۲–۲۰۱۱ را تضمین کرد.
۱۴ فوریه ۲۰۱۱، جکو برد ۱–۰ فینال جام حذفی برابر استوک سیتی (Stoke City) را از روی نیمکت تماشا کرد، و اولین جام را با باشگاه برد.

#### فصل ۱۲–۲۰۱۱
جکو دومین فصل حضورش در سیتی را با زدن گل دوم در شکست ۳–۲ برابر منچستر یونایتد در جام خیریه آغاز کرد. در سومین بازی خود لیگ برتر این فصل، توانست چهار گل برابر تاتنهام هاتسپر به ثمر برساند. در این بازی، جکو رکورد دیگری را به عنوان اولین بازیکن منچستر سیتی که موفق شده در یک بازی لیگ برتر چهار گل به ثمر برساند را شکست. آمار شش گل در سه بازی پاداش بهترین بازیکن ماه لیگ برتر در اوت را برای او به همراه داشت.
در ادامه، او موفق به زدن بعضی گل‌های مهم مثل یک ضربه سر در برابر ویگان اتلتیک که پیروزی ۱–۰ برای سیتی را قطعی کرد و برتری آن‌ها را بر رقیب دیرینه و همشهری منچستر یونایتد به سه امتیاز رساند، و گلی که منچستر سیتی را ۲–۰ از پورتو در مسابقات یورو لیگ پیش انداخت، که در نهایت آن‌ها ۶–۱ در مجموع برنده شدند. او همچنین گلی با ضربه سر برابر بلکبرن رورز به ثمر رساند، که باعث پیش افتادن منچستر سیتی با حساب ۳–۰ شد، و برد سیتی قطعی شد، و این در ادامه باعث باقی ماندن برتری باریک و ضعیف دو امتیازی بر منچستر یونایتد شد.
سرمربی بوسنی و هرزگوین سافِت سوشیچ سعی در متقاعد کردن جکو به ترک سیتی در انتهای فصل به خاطر قرار نگرفتن در تیم ترکیب اصلی تیم در بازی‌های منتهی به انتهای فصل داشت، درحالی‌که تیم‌های بایرن مونیخ و یوونتوس ابراز علاقه کرده بودند. در روز آخر فصل، جکو دقیقه ۹۲ گل تساوی را قبل از گل دقیقه ۹۴ سرخیو آگوئرو برای شکست ۳–۲ کوئینزپارک رنجرز به ثمر رساند و قهرمانی لیگ برتر را تضمین کرد، اولین جام در ۴۴ سال اخیر. در ادامه گل او که کمک به قهرمانی بود، ۱۹ امین گل در ۴۰ بازی در تمام رقابت‌ها، مدیر برنامه‌های جکو تمام گزارش‌های مبنی بر این که مهاجم گلزن سیتی را ترک خواهد کرد، را در کرد و همهٔ آن‌ها را گمانه زنی رسانه‌ها خواند.

#### فصل ۱۳–۲۰۱۲
جکو فصل جدید ۱۳–۲۰۱۲ را با به ثمر رساندن گل تساوی برابر ساوت‌همپتون در برد ۳–۲ شروع کرد. او گل دیگری برابر کوئینزپارک رنجرز به ثمر رساند تا آمار گل زنی او به دو گل در سه بازی ابتدایی فصل برسد. او سپس اولین گل سیتی در مسابقات لیگ قهرمانان را برابر رئال مادرید در ورزشگاه سانتیاگو برنابئو به ثمر رساند. ۲۹ سپتامبر، گل دقیقه ۸۷ و پیروزی بخش در بازی خارج از خانه برابر فولهام را به ثمر رساند، یک دقیقه بعد از حضور در میدان به عنوان بازیکن جایگزین.
۲۰ اکتبر، او در دقیقه ۷۹ پا به میدان گذاشت و یک دقیقه بعد گل زد. او گل دوم را دو بعد از گذشت دو دقیقه از وقت‌های تلف شده بازی به ثمر رساند تا یک بازگشت پیروزمندانه برای سیتی ۱۰ نفره برابر وست برومویچ آلبیون به دست آید. ۱۱ نوامبر، جکو گل پیروزی بخش دیرهنگام دیگری را به عنوان بازیکن جایگزین با یک ضربه پای چپ والی در دقیقه ۸۸ برابر تاتنهام هاتسپور به ثمر رساند. ۲۹ دسامبر ۲۰۱۲، دو گل در پیروزی ۴–۳ برابر نوریچ سیتی به ثمر رساند.
او فصل را با ۱۴ گل در لیگ برتر و ۱۵ گل در مجموع به پایان برد.

#### فصل ۱۴–۲۰۱۳
در روزهای ابتدایی فصل ۱۴–۲۰۱۳ لیگ برتر، جکو در ترکیب اصلی در بازی برابر نیوکسل یونایتد در ورزشگاه شهر منچستر توسط سرمربی جدید، مانوئل پیگرینی، قرار گرفت.
۲۵ مارس ۲۰۱۴، جکو دو گل در پیروزی ۳–۰ دربی منچستر برابر منچستر یونایتد به ثمر رساند. او بریا اولین گل خود فقط ۴۳ ثانیه لازم داشت که این گل به سریعترین گل زده شده توسط تیم میهمان در اولد ترافورد (Old Trafford) در تاریخ لیگ برتر (Premier League) تبدیل شد. ۲۷ آوریل، او گل اول پیروزی ۲–۰ برابر کریستال پالاس در ورزشگاه سلهارست پارک را به ثمر رساند و فاصله را با لیورپول پیشتاز لیگ برتر با یک بازی کمتر به سه امتیاز کاهش داد.
سوم مه او دو گل برابر اورتون به ثمر رساند که باعث برد برای سیتی با نتیجه ۳–۲ شد و این تیم دو هفته مانده به پایان به صدر جدول صعود کرد. دومین گل او صد و پنجاهمین گل منچستر سیتی در تمام رقابت‌ها بود. در بازی یکی به آخر فصل برای سیتی مقابل استون ویلا، جکو دو گل در نیمه دوم برای برد ۴–۰ سیتی به ثمر رساند. متضمن این که باشگاه با یک تساوی در روز آخر در خانه برابر وستهام یونایتد، می‌تواند تاج قهرمانی را به سر بگذارد؛ بازی‌ای که در نهایت سیتی برنده شد.

#### فصل ۱۵–۲۰۱۴
۱۷ اوت ۲۰۱۴، جکو پاس گل اولین گل فصل ۱۵–۲۰۱۴ منچستر سیتی را در شکست ۲–۰ نیوکسل یونایتد برای داوید سیلوا مهیا کرد. ۲۰ اوت، جکو قرارداد جدید ۴ ساله با باشگاه امضا کرد، به معنی ماندن در کنار منچستر سیتی تا ۲۰۱۸.
۲۴ سپتامبر، جکو اولین دابل فصل خود را در برد ۷–۰ منچستر سیتی برابر شفیلدونزدی دردور سوم رقابت‌های جام اتحادیه انجام داد. ۲۷ سپتامبر، او دوباره در برد ۴–۲ خارج از خانه منچستر سیتی برابر هال سیتی دابل کرد تا رکوردی در گل‌های ابتدای فصل خود در لیگ برتر به ثبت برساند.
۲۱ فوریه ۲۰۱۵، جکو به ۱۵ مسابقه پشت سر هم بدون گل با زدن گل سوم منچستر سیتی در پیروزی ۵–۰ خانگی برابر نیوکسل یونایتد پایان داد.

### آ اس رم
بعد از چند ماه گمانه زنی در فصل نقل و انتقالات تابستانی ۲۰۱۵، جکو به صورت رسمی با باشگاه رم ایتالیا در ۱۲ اوت ۲۰۱۵ قرارداد امضا کرد، به مبلغ ۴ میلیون یورو برای قرض و امکان خرید با ۱۱ میلیون یورو که در صورت ارائه کارایی در اهداف مشخص، به صورت اجباری در می‌آید. این شرایط در ۱ اکتبر ۲۰۱۵ به اثبات رسیدند و جکو به عنوان بازیکن دائمی باشگاه رم درآمد.
او اولین بازی در سری آ را ده روز پس از انتقال از منچستر سیتی انجام داد، و به‌طور کامل در تساوی ۱–۱ برابر هلاس ورونا به میدان رفت، و در دومین حضور در ۳۰ اوت، گل پیروزی بخش را در شکست ۲–۱ یوونتوس قهرمان در ورزشگاه المپیکو در دقیقه ۷۹ به ثمر رساند. . در ۲۱ فوریه ۲۰۱۶، او اولین دابل خود برای رم را به ثبت رساند، با زدن اولین و آخرین گل در پیروزی ۵–۰ برابر پالرمو.
بعد از گذراندن فصل اول ناامیدکننده با باشگاه، که در آن جکو ۸ گل در سری آ و ۱۰ گل در تمام مسابقات برای رم زد، او فصل ۲۰۱۶–۱۷ را آغاز کرد، دومین فصل حضور او در سری آ، با ۱۲ گل در ۱۵ بازی، و مجموع ۱۷ گل در ۲۰ بازی، با فصل اول گابریئل باتیستوتا برابری کرد، که در آن با رم برنده لیگ شده بود. در ۲۴ نوامبر ۲۰۱۶، او در پیروزی ۴–۱ برابر ویکتوریا پلژن هتریک کرد. در ۱۶ فوریه ۲۰۱۷، او دوباره، در دور رفت بازی از لیگ اروپا برابر ویارئال، هتریک کرد، که با برتری ۴–۰ رم همراه بود. در ۱۲ مارس ۲۰۱۷، او چهارمین بازیکن باشگاه رم شد که در طول یک فصل به ۳۰ گل زده دست پیدا می‌کند.
در ۱ آوریل ۲۰۱۷، جکو، با پشت سر گذاشتن رکورد ۳۲ گل که توسط فرانچسکو توتی و رودولف والک مشترکاً ثبت شده بود، به اولین بازیکن تاریخ رم تبدیل شد که ۳۳ گل در یک فصل در تمام رقابت‌ها به ثمر می‌رساند. اول فصل را با زدن ۳۹ گل در مجموع به پایان برد.

### اینترمیلان
او بعد از جدا شدن از رم به صورت آزاد به اینترمیلان پیوست. و در اولین بازی خود یک گل به ثمر رساند.

## افتخارات

### باشگاهی
وولفسبورگ
- بوندسلیگا(۱): ۰۹–۲۰۰۸

منچستر سیتی
- لیگ برتر فوتبال انگلستان(۲): ۱۲–۲۰۱۱، ۱۴–۲۰۱۳
- جام حذفی فوتبال انگلستان(۱): ۱۱–۲۰۱۰
- جام اتحادیه فوتبال انگلستان(۱): ۱۴–۲۰۱۳
- سوپر جام فوتبال انگلستان(۱): ۲۰۱۲

اینترمیلان
- جام حذفی فوتبال ایتالیا(۲): ۲۲–۲۰۲۱، ۲۳–۲۰۲۲
- سوپر جام فوتبال ایتالیا(۲): ۲۰۲۱، ۲۰۲۲
- لیگ قهرمانان اروپا: ۲۳–۲۰۲۲ (نایب قهرمان)

### شخصی
- بهترین ورزشگاه سال بوسنی: ۲۰۰۸، ۲۰۱۹
- فوتبالیست سال بوسنی: ۲۰۰۹، ۲۰۱۰، ۲۰۱۱
- تیم منتخب لیگ قهرمانان اروپا: ۱۸–۲۰۱۷
- تیم منتخب لیگ اروپا: ۲۱–۲۰۲۰
- بهترین بازیکن بوندسلیگا: ۰۹–۲۰۰۸
- آقای گل سری آ: ۱۷–۲۰۱۶ (۲۹) گل[۳]
- آقای گل بوندسلیگا: ۱۰–۲۰۰۹ (۲۲) گل
- بهترین بازیکن ماه لیگ برتر انگلستان: اگوست ۲۰۱۱
- بهترین بازیکن فصل باشگاه فوتبال آ. آس.رم به انتخاب هواداران ۱۸–۲۰۱۷

## آمار ملی

### بازی‌های ملی
تا تاریخ ۲۰ ژوئن ۲۰۲۳
| بوسنی و هرزگوین | بوسنی و هرزگوین | بوسنی و هرزگوین |
| سال             | بازی            | گل              |
| --------------- | --------------- | --------------- |
| ۲۰۰۷            | ۷               | ۱               |
| ۲۰۰۸            | ۶               | ۵               |
| ۲۰۰۹            | ۱۰              | ۸               |
| ۲۰۱۰            | ۸               | ۳               |
| ۲۰۱۱            | ۱۰              | ۳               |
| ۲۰۱۲            | ۹               | ۶               |
| ۲۰۱۳            | ۹               | ۷               |
| ۲۰۱۴            | ۱۰              | ۵               |
| ۲۰۱۵            | ۷               | ۷               |
| ۲۰۱۶            | ۷               | ۴               |
| ۲۰۱۷            | ۶               | ۳               |
| ۲۰۱۸            | ۱۰              | ۳               |
| ۲۰۱۹            | ۸               | ۳               |
| ۲۰۲۰            | ۵               | ۱               |
| ۲۰۲۱            | ۶               | ۱               |
| ۲۰۲۲            | ۸               | ۴               |
| ۲۰۲۳            | ۳               | ۰               |
| مجموع           | ۱۲۹             | ۶۴              |

## عملکرد ملی
اولین نمایش جکو برای تیم ملی کشورش با تیم ملی زیر ۱۹ ساله‌های بوسنی و هرزگوین بود. او همچنین عضو تیم زیر ۲۱ ساله‌ها بود و در مسابقات حذفی به میزبانی هلند در سال ۲۰۰۷ بازی کرد. اولین چالش‌های بوسنی در این رقابت‌ها ارمنستان و نروژ بودند. آن‌ها ارمنستان را ۳–۲ شکست دادند و با نروژ ۱–۱ مساوی شدند، که برای مسابقه حذفی برابر جمهوری چک انتخاب شدند. در بازی رفت، بوسنی ۲–۱ شکست خورد؛ در دور برگشت، بازی ۱–۱ مساوی تمام شد. جکو در این مسابقات یک گل به ثمر رساند.
او اولین بازی ملی در تیم بزرگسالان را دوم ژوئن ۲۰۰۷ برابر ترکیه انجام داد. با یک گل والی از سمت نیمکت نزدیک به محوطه جریمه در زمان‌های تلف شده نیمه اول، این تبدیل به یک شروع خاطره انگیز برای او شد. این گل نتیجه را ۲–۲ مساوی کرد و در نهایت بوسنی بازی را ۳–۲ با پیروزی پشت سر گذاشت.
۲۸ مارس ۲۰۰۹، مفسر روزشی بوسنیایی، ماریان میایلوویچ (Marjan Mijajlović)، در هنگام بازی برابر بلژیک در خنک به جکو لقب «الماس بوسنیایی» داد؛ جایی که او یک گل به یادماندنی به ثمر رساند.
او در مسابقات مقدماتی جام جهانی ۲۰۱۰ نُه گل به ثمر رساند و از این لحاظ در منطقه انتخابی اروپا، به همراه وین رونی از انگلستان و قبل از گلزن یونانی تئوفانیس گکاس با ۱۰ گل، در رده دوم قرار گرفت.
۸ سپتامبر ۲۰۱۲، در پیروزی ۸–۱ برابر لینختن اشتاین، جکو اولین هت تریک را برای تیم ملی انجام داد و در همین زمان با ۲۴ گل به بهترین گلزن تاریخ بوسنی و هرزگوین بدل شد. این رکورد تا قبل از این تاریخ با ۲۲ گل در اختیار الویر بولیچ قرار داشت.
جکو مسابقات مقدماتی جام جهانی ۲۰۱۴ را به عنوان دومین گلزن برتر در منطقه اروپا با ده گل به پایان رساند؛ درحالی‌که بوسنی و هرزگوین برای اولین بار در تاریخ این کشور برای این مسابقات مهم انتخاب شد.
ژوئن ۲۰۱۴، نام جکو در دسته اژدهایان (لقب تیم بوسنی و هرزگوین) جام جهانی ۲۰۱۴ قرار گرفت. ۲۵ ژوئن با تیم ملی که از قبل حذف شده بود، در آخرین بازی گروه در برابر ایران، جکو اولین گل بازی برای اولین و تنها برد بوسنی و هرزگوین در جام جهانی فوتبال را به ثمر رساند. در اوت، در پی بازنشستگی امیر اسپاهیچ از تیم ملی، سرمربی سافِت سوشیچ جکو را به عنوان کاپیتان جدید تیم انتخاب کرد.
۲۸ مارس ۲۰۱۵، جکو دومین هت تریک برای تیم ملی را با زدن تمامی گل‌های بازی در برد ۳–۰ دور از خانه برابر آندورا در انتخابی یورو ۲۰۱۶ به ثمر رساند؛ در اولین پیروزی آن‌ها در طول پنج بازی انجام شده در تورنمنت انتخابی.
۱۳ نوامبر ۲۰۱۶، جکو در یک بازی از مرحله مقدماتی جام جهانی ۲۰۱۸ در برابر یونان، با بازیکن یونانی کریاکوس پاپادوپولوس، مجادله لفظی داشت، جایی که او شرت سوکراتیس پاپاستادوپولوس را هنگامی که سعی می‌کرد توپ را بردارد، پایین کشید. در ادامه دعوایی که بین دو تیم پیش آمد، جکو و پاپادوپولوس از زمین اخراج شدند.
۲۸ مارس ۲۰۱۷، جکو اولین بازیکن تاریخ فوتبال بوسنی شد که ۵۰ گل بین‌المللی زده‌است.